# 非洲鸟蛤属
非洲鸟蛤属（學名：Afrocardium），是軟體動物門雙殼綱簾蛤目鸟蛤科脊鸟蛤亚科
中的一類。

## 分類
根據WoRMS，本屬只有三個物種，尚有兩個過往被認為是獨立物種的，現時都認為只是其他物種的同名。這三個物種如下：
- †心形非洲鸟蛤 Afrocardium carditaeforme (Reeve,1845) ：化石物種[4]。
- Afrocardium exochum == 齿纹非洲鸟蛤 Afrocardium infantile (Nomura et Zinbo,1934)[3]
- 爱巴非洲鸟蛤 Afrocardium richardi
- Afrocardium shepstonense:模式種。